# Anomis leucolopha
Anomis leucolopha là một loài bướm đêm trong họ Erebidae.